# 2490 Bussolini
2490 Bussolini è un asteroide della fascia principale. Scoperto nel 1976, presenta un'orbita caratterizzata da un semiasse maggiore pari a 2,6091635 au e da un'eccentricità di 0,1311527, inclinata di 12,94771° rispetto all'eclittica.
L'asteroide è dedicato all'astronomo argentino Juan A. Bussolini.